# Валентіна Сульпіціо
Валентіна Сульпіціо (італ. Valentina Sulpizio; нар. 18 серпня 1984) — колишня італійська тенісистка.
Найвищу одиночну позицію світового рейтингу — 345 місце досягла 24 жовтня 2005, парну — 199 місце — 31 жовтня 2005 року.
Здобула 8 одиночних та 41 парний титул туру ITF.

## Фінали ITF
| Турніри $100,000 |
| Турніри $75,000  |
| Турніри $50,000  |
| Турніри $25,000  |
| Турніри $10,000  |

### Одиночний розряд: 12 (8–4)
| Результат | Ранг | Дата              | Турнір                         | Покриття | Суперниця            | Рахунок          |
| --------- | ---- | ----------------- | ------------------------------ | -------- | -------------------- | ---------------- |
| Перемога  | 1.   | 14 травня 2007    | ITF Казерта, Італія            | Ґрунт    | María Belén Corbalán | 7–6(2), 0–6, 6–1 |
| Поразка   | 2.   | 29 травня 2007    | ITF Тортоса, Іспанія           | Ґрунт    | Ребека Боу Ногейро   | 5–7, 4–6         |
| Поразка   | 3.   | 17 вересня 2007   | ITF Братислава, Словаччина     | Ґрунт    | Домініка Ноцярова    | 5–7, 2–6         |
| Перемога  | 4.   | 22 жовтня 2007    | ITF Аугуста, Італія            | Ґрунт    | Паола Спров'єрі      | 7–6(5), 6–0      |
| Перемога  | 5.   | 24 листопада 2007 | ITF Барселона, Іспанія         | Ґрунт    | Ірина Кузьміна       | 6–0, 2–0 ret.    |
| Перемога  | 6.   | 31 березня 2008   | ITF Анталія, Туреччина         | Ґрунт    | Марселла Кук         | 6–3, 6–3         |
| Поразка   | 7.   | 7 квітня 2008     | ITF Анталія                    | Ґрунт    | Мішелль Герардс      | 5–7, 6–4, 4–6    |
| Перемога  | 8.   | 25 травня 2008    | ITF Галац, Румунія             | Ґрунт    | Крістіна Кучова      | 6–2, 7–6         |
| Перемога  | 9.   | 9 червня 2008     | ITF Крайова, Румунія           | Ґрунт    | Аньєзе Цуккіні       | 6–2, 6–4         |
| Поразка   | 10.  | 13 жовтня 2008    | ITF Settimo San Pietro, Італія | Ґрунт    | Анна Флоріс          | 1–6, 3–6         |
| Перемога  | 11.  | 20 квітня 2009    | ITF Бол, Хорватія              | Ґрунт    | Тереза Мрдежа        | 3–6, 6–3, 6–4    |
| Перемога  | 12.  | 9 серпня 2010     | ITF Локрі, Італія              | Ґрунт    | María Belén Corbalán | 6–1, 6–0         |

### Парний розряд: 70 (41–29)
| Результат | Ранг | Дата             | Турнір                          | Покриття   | Партнерка          | Суперниці                                    | Рахунок             |
| --------- | ---- | ---------------- | ------------------------------- | ---------- | ------------------ | -------------------------------------------- | ------------------- |
| Перемога  | 1.   | 2 вересня 2002   | ITF К'єті, Італія               | Ґрунт      | Катя Альтілія      | Мартіна Бабакова Veronika Ctvrtnicková       | 6–2, 2–6, 6–3       |
| Поразка   | 2.   | 13 жовтня 2003   | ITF Castel Gandolfo, Італія     | Ґрунт      | Сандра Заглавова   | Бетіна Піркер Александра Срндович            | 3–6, 6–4, 6–7       |
| Перемога  | 3.   | 16 травня 2004   | ITF Казале, Італія              | Ґрунт      | Irina Smirnova     | Мартіна Бабакова Стефанія К'єппа             | 6–3, 3–6, 6–3       |
| Перемога  | 4.   | 4 липня 2004     | ITF Бібіоне, Італія             | Ґрунт      | Емілія Дезідеріо   | Надя Павич Лінда Смоленакова                 | 6–3, 6–4            |
| Перемога  | 5.   | 18 липня 2004    | ITF Монтероні-д'Арбія, Італія   | Ґрунт      | Сандра Заглавова   | Матея Межак Надя Павич                       | 7–5, 4–6, 7–6(5)    |
| Перемога  | 6.   | 22 серпня 2004   | ITF Єзі, Італія                 | Ґрунт      | Стефанія К'єппа    | Ларісса Карвальйо Elena Vianello             | 6–3, 7–5            |
| Поразка   | 7.   | 7 листопада 2004 | ITF Рим, Італія                 | Ґрунт      | Сандра Заглавова   | Стефанія К'єппа Ніколе Клеріко               | 6–3, 4–6, 2–6       |
| Перемога  | 8.   | 20 березня 2005  | ITF Рим, Італія                 | Ґрунт      | Сандра Заглавова   | Раффаелла Бінді Стефанія К'єппа              | 7–5, 6–4            |
| Перемога  | 9.   | 27 березня 2005  | ITF Рим, Італія                 | Ґрунт      | Сандра Заглавова   | Івана Абрамович Штефані Гайднер              | 7–5, 5–7, 6–1       |
| Поразка   | 10.  | 2 травня 2005    | ITF Катанія, Італія             | Ґрунт      | Джулія Габба       | Альберта Бріанті Джулія Казоні               | 3–6, 3–6            |
| Перемога  | 11.  | 12 червня 2005   | Горіція, Італія                 | Ґрунт      | Джулія Казоні      | Олена Антипіна Ніна Братчикова               | 6–2, 6–0            |
| Поразка   | 12.  | 28 червня 2005   | Фано, Італія                    | Ґрунт      | Штефані Гайднер    | Габріела Хмелінова Міхаела Паштікова         | 2–6, 0–6            |
| Поразка   | 13.  | 12 вересня 2005  | Торре-дель-Греко, Італія        | Ґрунт      | Штефані Гайднер    | Марайке Біґльмаєр Jana Jurićova              | 2–6, 6–4, 3–6       |
| Поразка   | 14.  | 25 березня 2006  | Parioli, Італія                 | Ґрунт      | Стефанія К'єппа    | Магдалена Кіщиньська Сімона Матей            | 2–6, 3–6            |
| Поразка   | 15.  | 21 травня 2006   | Казерта, Італія                 | Ґрунт      | Сільвія Дісдері    | Петра Цетковська Сандра Заглавова            | 2–6, 0–6            |
| Перемога  | 16.  | 3 липня 2006     | Неаполь, Італія                 | Ґрунт      | Вердіана Верарді   | Емілія Дезідеріо Штефані Гайднер             | 6–1, 6–3            |
| Перемога  | 17.  | 31 липня 2006    | Гардоне-Валь-Тромпія, Італія    | Ґрунт      | Вердіана Верарді   | Емілія Дезідеріо Анаїс Лорендон              | 6–1, 6–3            |
| Перемога  | 18.  | 9 жовтня 2006    | Кастель-Гандольфо, Італія       | Ґрунт      | Анна Флоріс        | Джорджа Мортелло Lisa Tognetti               | 6–2, 6–1            |
| Перемога  | 19.  | 21 січня 2007    | Штутгарт, Німеччина             | Тверде (i) | Клер де Губернатіс | Івета Герлова Луціє Кріґсманнова             | 6–1, 6–4            |
| Перемога  | 20.  | 18 лютого 2007   | Майорка, Іспанія                | Ґрунт      | Стефанія К'єппа    | Фернанда Ерменежилду Фабіана Мак             | 5–7, 6–3, 6–4       |
| Перемога  | 21.  | 10 березня 2007  | Куарту-Сант'Елена, Італія       | Тверде     | Анна Флоріс        | Ліза Сабіно Андреа Зівеке                    | 7–6(2), 7–6(4)      |
| Поразка   | 22.  | 25 березня 2007  | Каїр, Єгипет                    | Ґрунт      | Анна Флоріс        | Галина Фокіна Еліна Гасанова                 | 5–7, 1–6            |
| Перемога  | 23.  | 3 червня 2007    | Тортоса, Іспанія                | Ґрунт      | Вердіана Верарді   | Paula Cantarutti Sabina Mediano-Alvarez      | 7–5, 7–5            |
| Перемога  | 24.  | 4 червня 2007    | Амаранте, Португалія            | Тверде     | Еліза Бальзамо     | Carolina Gago-Fuentes Sabina Mediano-Álvarez | 4–6, 6–4, 6–4       |
| Перемога  | 25.  | 17 червня 2007   | Монтемор-у-Нову, Португалія     | Тверде     | Elisa Balsamo      | Ноппаван Летчівакарн Varanya Vijuksanaboon   | 6–1, 6–0            |
| Перемога  | 26.  | 25 серпня 2007   | Трекастаньї, Італія             | Тверде     | Валентіна Сассі    | Ліза Сабіно Ніколе Клеріко                   | 4–6, 6–4, 7–5       |
| Перемога  | 27.  | 27 серпня 2007   | Вітторія                        | Ґрунт      | Клаудія Джовіне    | Lucia Gatti Gabriella Polito                 | 6–2, 6–1            |
| Перемога  | 28.  | 24 вересня 2007  | Чіампіно, Італія                | Ґрунт      | Вердіана Верарді   | Astrid Besser Letizia Lo Re                  | 6–3, 6–4            |
| Перемога  | 29.  | 15 жовтня 2007   | Сеттімо-Сан-П'єтро, Італія      | Ґрунт      | Анна Флоріс        | Стефанія К'єппа Валентіна Сассі              | 6–1, 6–4            |
| Перемога  | 30.  | 22 жовтня 2007   | Аугуста (муніципалітет), Італія | Ґрунт      | Анна Флоріс        | Letizia Lo Re Анна-Джулія Ремондіна          | 6–1, 6–1            |
| Перемога  | 31.  | 4 лютого 2008    | Майорка, Іспанія                | Ґрунт      | Ліза Сабіно        | Летісія Костас Майте Габаррус-Алонсо         | 6–3, 7–6            |
| Поразка   | 32.  | 1 березня 2008   | Сан-Бой-да-Любрагат, Іспанія    | Ґрунт      | Elisa Balsamo      | Майлен Ору Естефанія Красіун                 | 1–6, 3–6            |
| Поразка   | 33.  | 3 березня 2008   | Сабадель, Іспанія               | Ґрунт      | Elisa Balsamo      | Джулія Гатто-Монтіконе Федеріка Кверча       | 2–6, 0–6            |
| Поразка   | 34.  | 10 березня 2008  | Рим, Італія                     | Ґрунт      | Стефанія К'єппа    | Ioana Ivan Ксенія Мілевська                  | 3–6, 6–7            |
| Перемога  | 35.  | 30 березня 2008  | Латина (місто)                  | Ґрунт      | Elisa Balsamo      | Сандра Мартинович Катрін Верле-Шеллер        | 0–6, 7–6(6), [10–7] |
| Перемога  | 36.  | 5 квітня 2008    | Анталія, Туреччина              | Ґрунт      | Сімона Матей       | Євгенія Пашкова Августа Цибишева             | 6–2, 5–7, [10–4]    |
| Перемога  | 37.  | 12 квітня 2008   | Анталія, Туреччина              | Ґрунт      | Elisa Balsamo      | Мішелль Герардс Марселла Кук                 | 6–2, 6–2            |
| Поразка   | 38.  | 19 квітня 2008   | Анталія, Туреччина              | Ґрунт      | Elisa Balsamo      | Мішелль Герардс Марселла Кук                 | 3–6, 4–6            |
| Перемога  | 39.  | 25 травня 2008   | Галац, Румунія                  | Ґрунт      | Крістіна Кучова    | Александра Каданцу Антонія Ксенія Тоут       | 6–0, 6–2            |
| Перемога  | 40.  | 31 травня 2008   | Тортоса, Іспанія                | Ґрунт      | Елена Пйоппо       | Єра Кампос-Моліна Irene Rehberger Bescos     | 7–6(5), 6–1         |
| Поразка   | 41.  | 8 червня 2008    | Пітешть, Румунія                | Ґрунт      | Сімона Матей       | Лаура-Йоана Андрей Міхаела Бузернеску        | 5–7, 6–3, [2–10]    |
| Поразка   | 42.  | 16 червня 2008   | Бухарест, Румунія               | Ґрунт      | Бенедетта Давато   | Лаура-Йоана Андрей Міхаела Бузернеску        | 4–6, 6–4, [6–10]    |
| Поразка   | 43.  | 4 серпня 2008    | Монтероні-д'Арбія, Італія       | Ґрунт      | Вердіана Верарді   | Мервана Югич-Салкич Орелі Веді               | 4–6, 2–6            |
| Поразка   | 44.  | 1 вересня 2008   | Мартіна-Франка, Італія          | Ґрунт      | Анна Флоріс        | Елена Пйоппо Ліза Сабіно                     | 6–3, 4–6, [7–10]    |
| Перемога  | 45.  | 6 жовтня 2008    | Реджо-Калабрія, Італія          | Ґрунт      | Анна Флоріс        | Ніколе Клеріко Патріція Майр-Ахлайтнер       | 6–2, 6–3            |
| Перемога  | 46.  | 9 березня 2009   | Рим, Італія                     | Ґрунт      | Клаудія Джовіне    | Ясмина Кайтазович Лусія Сайнс                | 4–6, 6–0, [10–6]    |
| Поразка   | 47.  | 20 березня 2009  | Рим, Італія                     | Ґрунт      | Клаудія Джовіне    | Кароліна Косіньська Сімона Добра             | 3–6, 4–6            |
| Перемога  | 48.  | 11 травня 2009   | Анталія, Туреччина              | Ґрунт      | Аманда Каррерас    | Ан-Софі Месташ Софі Оєн                      | 4–6, 6–3, [10–4]    |
| Перемога  | 49.  | 18 травня 2009   | Анталія, Туреччина              | Ґрунт      | Аманда Каррерас    | Julia Klackenberg Сандра Рома                | 6–0, 6–3            |
| Поразка   | 50.  | 8 червня 2009    | Кампобассо, Італія              | Ґрунт      | Анна Флоріс        | Хорхеліна Краверо Фредеріка Пієдаде          | 3–6, 4–6            |
| Поразка   | 51.  | 15 червня 2009   | Падуя, Італія                   | Ґрунт      | Елена Пйоппо       | Аніко Капрош Сандра Клеменшиц                | 6–7, 1–6            |
| Поразка   | 52.  | 7 серпня 2009    | Ребек, Бельгія                  | Ґрунт      | Патріча Кіря       | Кікі Бертенс Нікол Тіссен                    | 2–6, 5–7            |
| Поразка   | 53.  | 11 травня 2009   | Ареццо, Італія                  | Ґрунт      | Стефанія К'єппа    | Джулія Гатто-Монтіконе Федеріка Кверча       | 3–6, 6–4, [2–10]    |
| Поразка   | 54.  | 28 вересня 2009  | Чіампіно, Італія                | Ґрунт      | Стефанія К'єппа    | Сандра Мартинович Марина Шамайко             | 6–7, 4–6            |
| Перемога  | 55.  | 7 березня 2010   | Мадрид, Іспанія                 | Ґрунт      | Elisa Balsamo      | Шамайко Марина Валеріївна Неда Козич         | 6–3, 7–6(3)         |
| Перемога  | 56.  | 17 травня 2010   | Риволі, Італія                  | Ґрунт      | Стефанія К'єппа    | Stefania Fadabini Алісе Мороні               | 7–6(1), 6–1         |
| Поразка   | 57.  | 14 червня 2010   | Падуя, Італія                   | Ґрунт      | Клаудія Джовіне    | Сандра Клеменшиц Андрея Клепач               | 6–4, 4–6, [5–10]    |
| Поразка   | 58.  | 25 червня 2010   | Рим, Італія                     | Ґрунт      | Клаудія Джовіне    | Софі Фергюсон Труді Мусгрейв                 | 0–6, 3–6            |
| Перемога  | 59.  | 5 липня 2010     | Турин, Італія                   | Ґрунт      | Elisa Balsamo      | Аліче Балдуччі Мартіна Качіотті              | 7–5, 6–3            |
| Перемога  | 60.  | 7 серпня 2010    | Монтероні-д'Арбія, Італія       | Ґрунт      | Клаудія Джовіне    | Евеліна Майр Джулія Майр                     | 6–2, 4–6, [10–5]    |
| Перемога  | 61.  | 9 серпня 2010    | Локрі, Італія                   | Ґрунт      | Федеріка ді Сарра  | Федеріка Граціозоі Аліче Саворетті           | 6–4, 6–2            |
| Поразка   | 62.  | 5 вересня 2010   | Балш, Румунія                   | Ґрунт      | Мартина Гледачева  | Александра Каданцу Александра Дамаскін       | 3–6, 5–7            |
| Перемога  | 63.  | 27 вересня 2010  | Чіампіно, Італія                | Ґрунт      | Дьяна Бузян        | Стефанія К'єппа Мартина Гледачева            | 6–4, 6–4            |
| Перемога  | 64.  | 4 жовтня 2010    | Кальярі, Італія                 | Ґрунт      | Elisa Salis        | Май Граге Ева Ваканно                        | w/o                 |
| Поразка   | 65.  | 11 жовтня 2010   | Сеттімо-Сан-П'єтро, Італія      | Тверде     | Elisa Salis        | Sabrina Baumgarten Valeria Podda             | 5–7, 0–6            |
| Поразка   | 66.  | 20 лютого 2011   | Анталія, Туреччина              | Ґрунт      | Патріча Кіря       | Ірина Глімакова Поліна Монова                | 3–6, 3–6            |
| Поразка   | 67.  | 4 квітня 2011    | Помеція, Італія                 | Ґрунт      | Клаудія Джовіне    | Бенедетта Давато Ліза Сабіно                 | 7–6, 4–6, [8–10]    |
| Перемога  | 68.  | 30 квітня 2011   | Сан-Северо, Італія              | Ґрунт      | Мартина Гледачева  | Адріана Лаворетті Мір'ям Целлер              | 6–2, 6–1            |
| Поразка   | 69.  | 3 червня 2011    | Флоренція, Італія               | Ґрунт      | Ніколе Клеріко     | Міхаела Бузернеску Зузана Злохова            | 3–6, 4–6            |
| Перемога  | 70.  | 4 липня 2011     | ITF Турин, Італія               | Ґрунт      | Бенедетта Давато   | Хіґуті Юка Kaori Onishi                      | 6–4, 6–3            |